# Baccharis neglecta
Baccharis neglecta là một loài thực vật có hoa trong họ Cúc. Loài này được Britton mô tả khoa học đầu tiên năm 1898.